# Johnny van Doorn

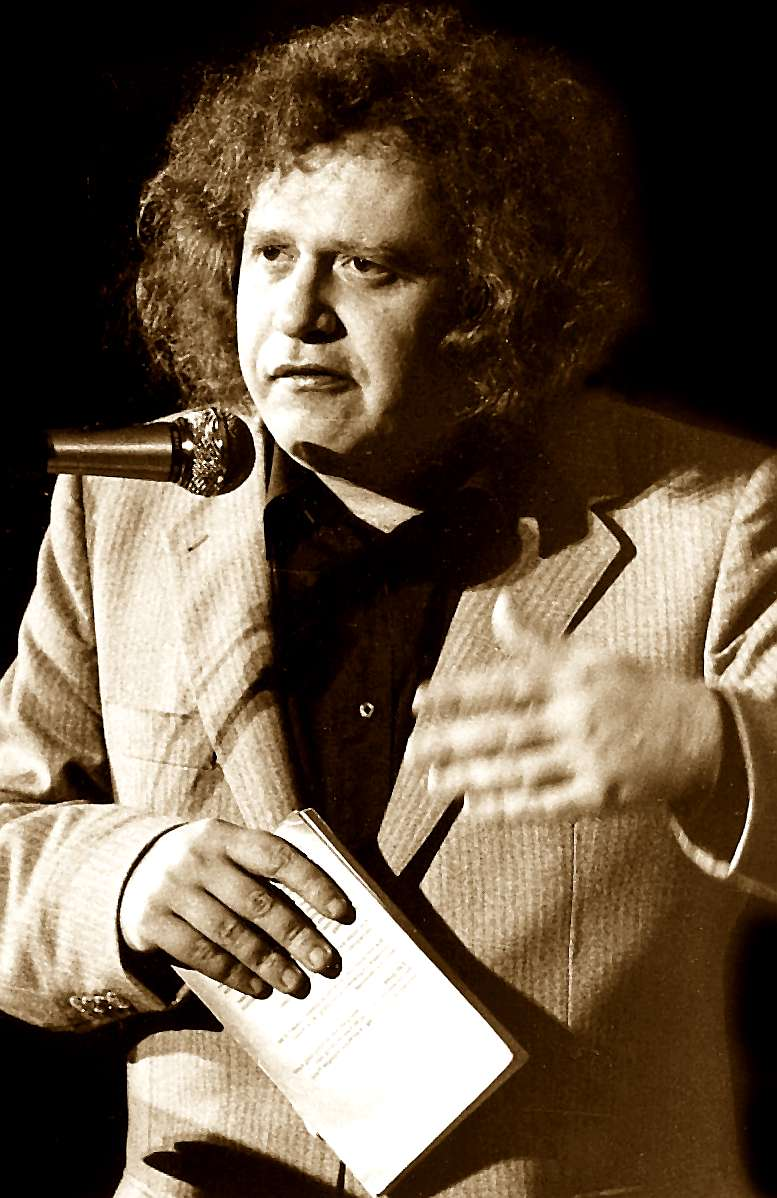
Johnny ("the Selfkicker") van Doorn
(foto Tom Ordelman)

Johnny van Doorn (Beekbergen, 12 november 1944 – Amsterdam, 26 januari 1991), alias Johnny the Selfkicker, was een Nederlandse schrijver, dichter en voordrachtskunstenaar.

## Biografie
Van Doorn werd geboren in Beekbergen en groeide op in Arnhem. Vanwege de Slag om Arnhem waren zijn ouders naar Beekbergen uitgeweken. Hij had een Nederlandse vader en een Duitse moeder.
Hij stond bekend om zijn 'oerdicht': een gedicht teruggebracht naar de oorsprong, namelijk harde geluiden die geenszins meer op woorden lijken. Van Doorn, ook optredend onder de pseudoniemen Electric Jesus, Meester van de Chaos en Electric Goebbels, werd nationaal bekend, na een door Simon Vinkenoog georganiseerde poëzieavond in Carré in 1966.
Een voorbeeld hiervan is zijn eindeloos herhaalde mantra "een magistrale stralende zon" aan het eind van het gelijknamige gedicht.
Van Doorn was niet erg populair in zijn tijd; hij choqueerde door zijn manier van voordragen. Hij leek tijdens zijn voordrachten – onder invloed van alcohol en drugs – in een volslagen extase te geraken. In zijn gedichten kwam het overmatig drugsgebruik regelmatig aan de orde. Mede door zijn 'reputatie' als drugsgebruiker en zijn nieuwe ideeën in de kunst, werd hij zowel gehaat als geliefd. Ook de inhoud van zijn gedichten, vol lelijke woorden en vaak met expliciete verwijzingen naar seks of drugsgebruik, was gericht op schokeffect.
Hij speelde met Cherry Duyns en Armando in het VPRO-programma Herenleed.
Van Doorn overleed vlak na beëindiging van de theatershow Herenleed aan de gevolgen van kanker.
Op de website van de VPRO is een selectie van beeld- en geluidsmateriaal van Van Doorn te vinden, waaronder een documentaire uit 2003 van Peter Scholten, getiteld Valse Lente. De documentaire is samengesteld uit louter archiefmateriaal. Op 26 december 1986 werd Van Doorn vijf uur geïnterviewd door Peter Flik in het radioprogramma Marathoninterview van de VPRO.
In Arnhem is een plein naar Van Doorn vernoemd.

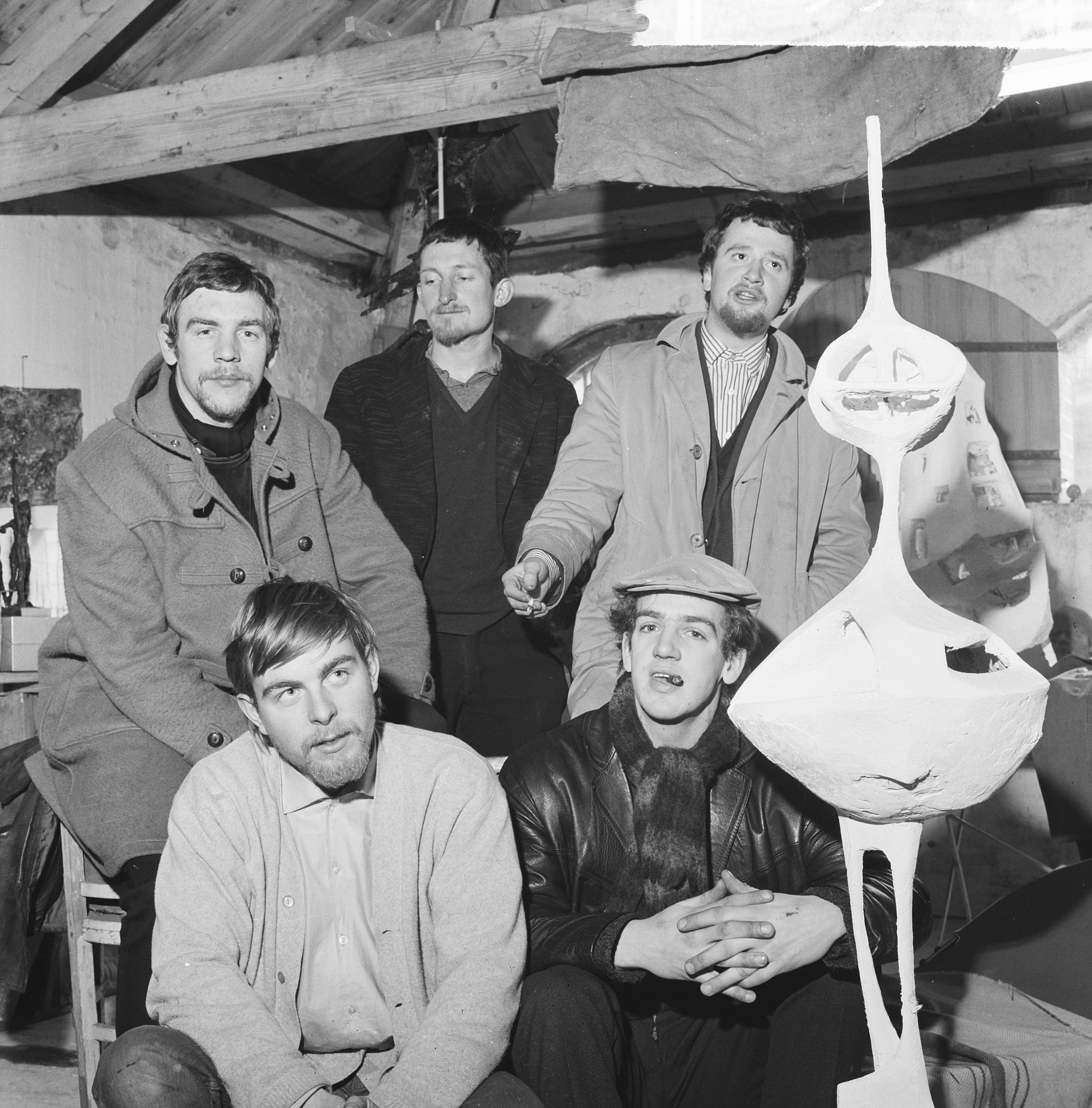
Van Doorn (staand rechts) in Arnhem, 1964
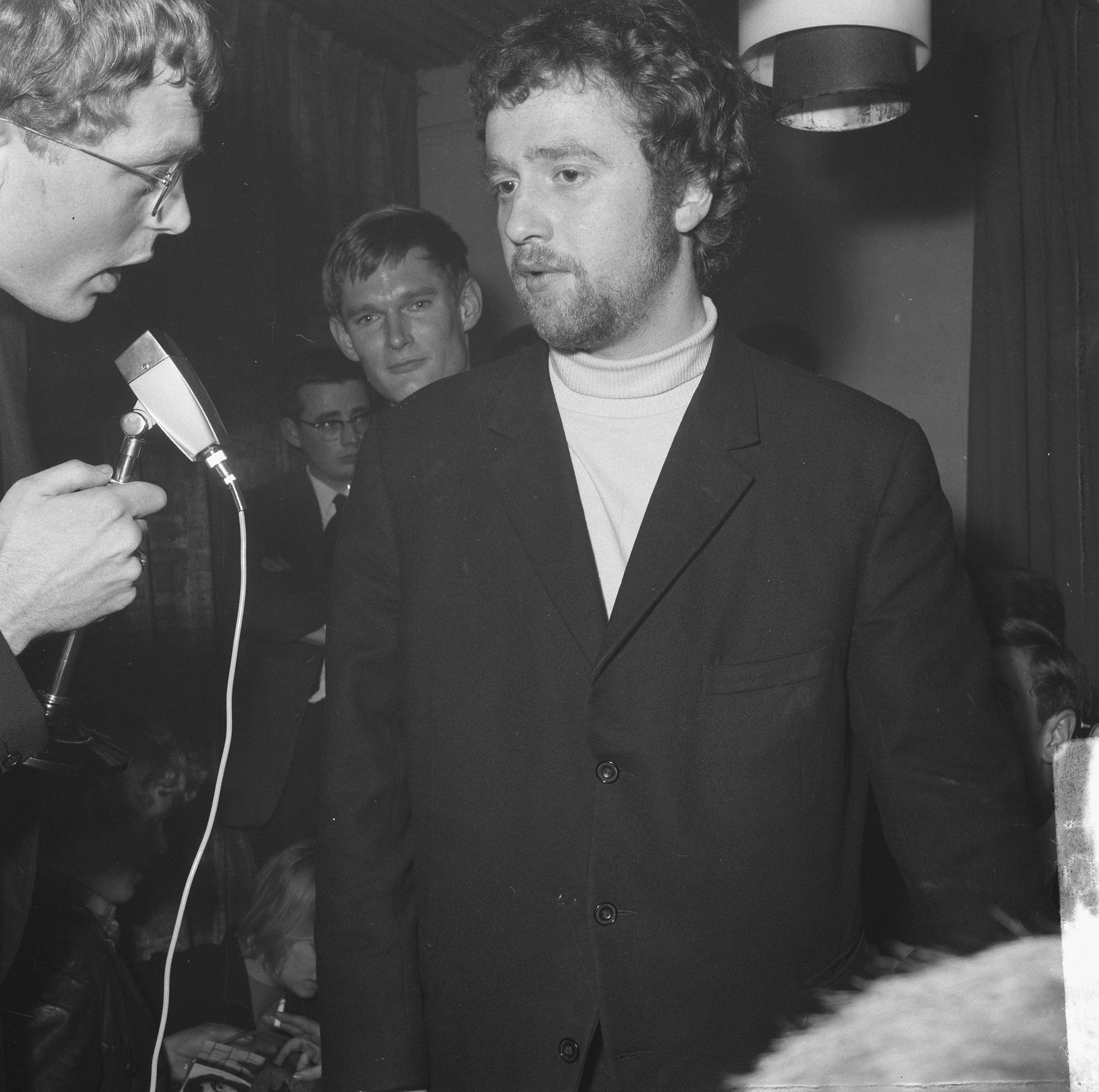
Provo-happening in Rotterdam (1966)
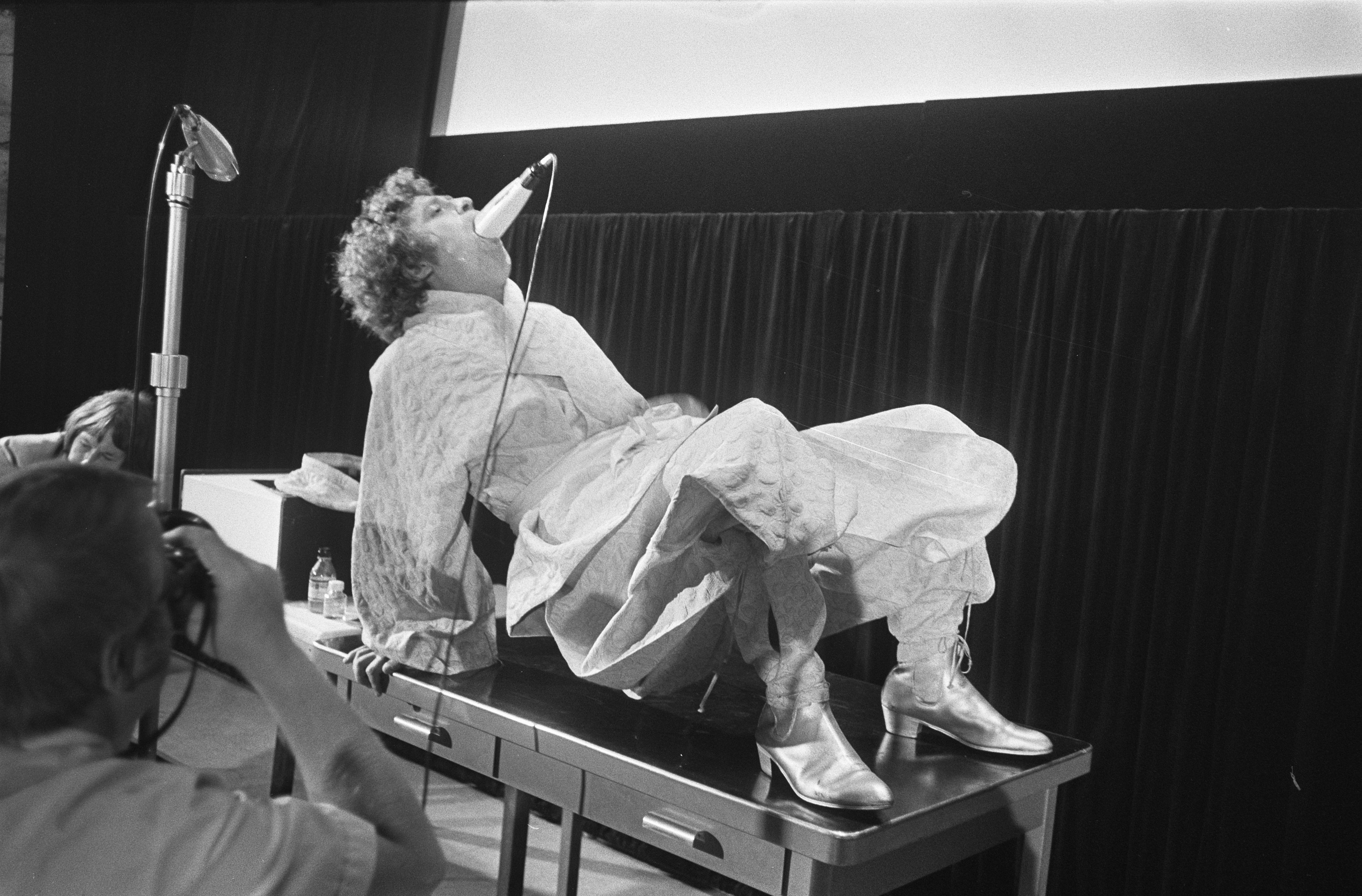
Johnny the Selfkicker (1968)
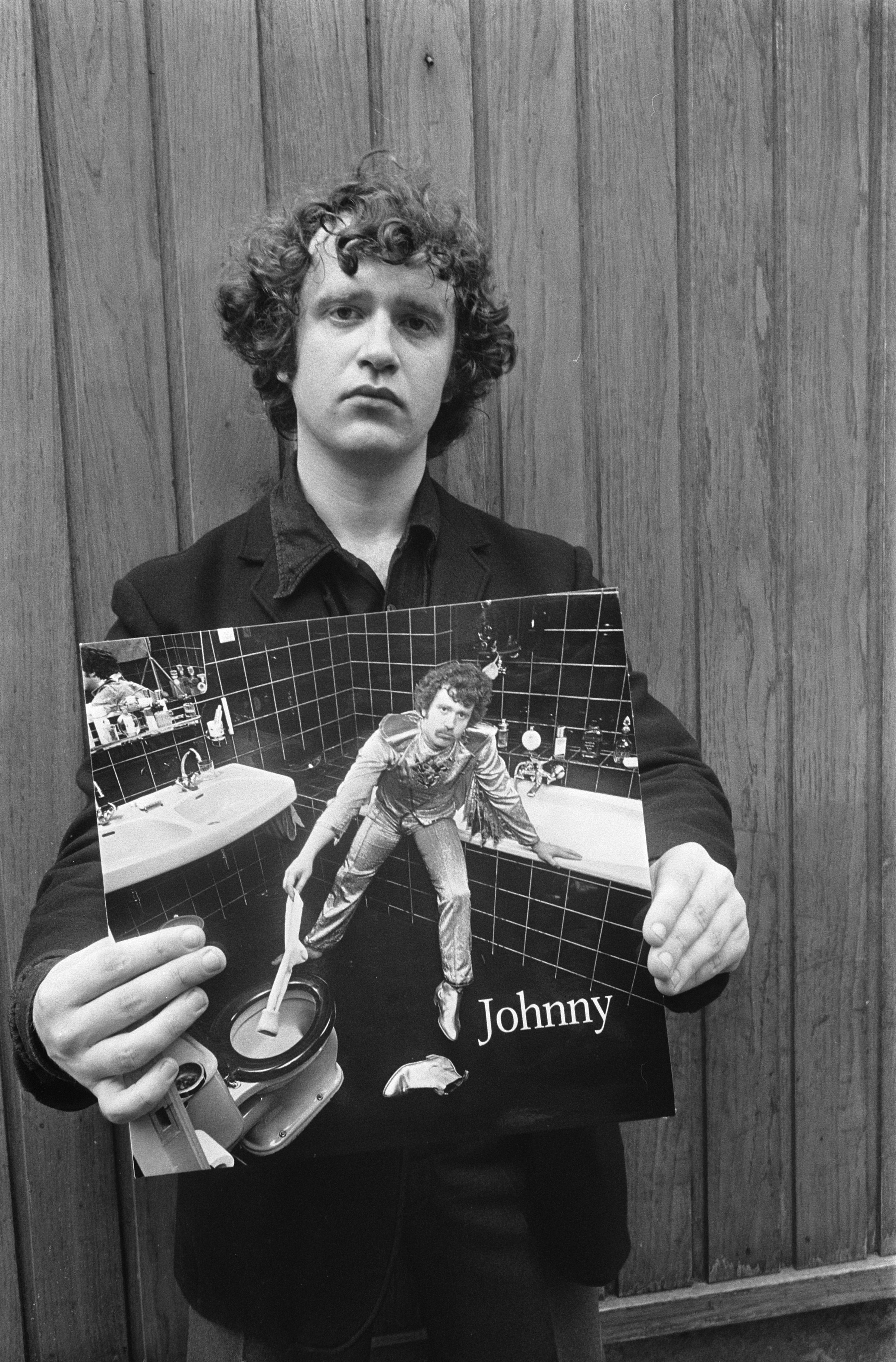
Elpee-presentatie (1969)
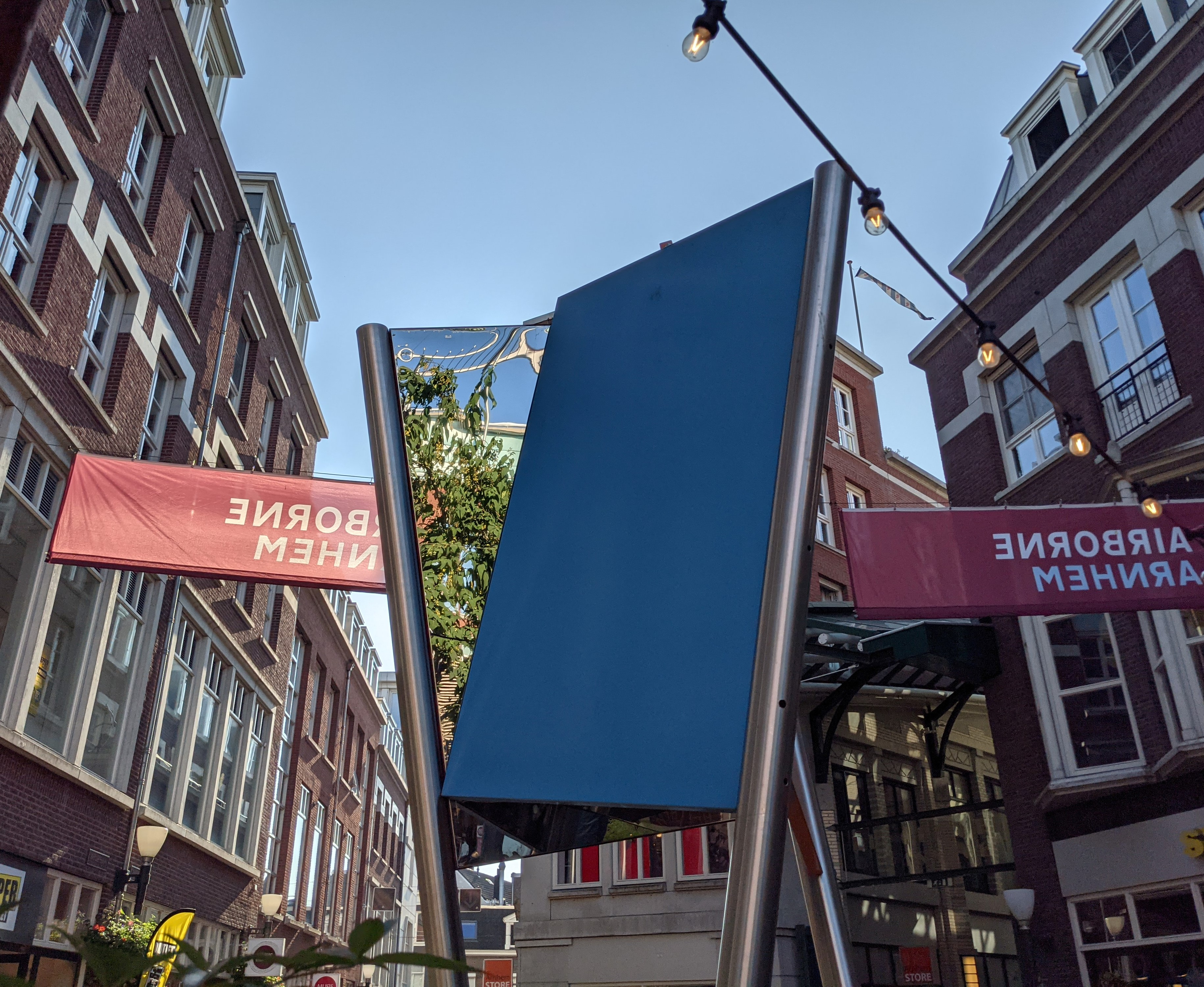
Monument ter ere van Van Doorn door Stijn Coetzier in Arnhem

## Johnny van Doornprijs en De Johnny
- Naar hem is de Johnny van Doornprijs voor de gesproken letteren genoemd. Deze prijs werd van 1993 tot 2012 tweejaarlijks toegekend door de organisatie van het literatuurfestival Wintertuin in Arnhem en Nijmegen.
- In 2021 werd een nieuwe prijs gelanceerd genaamd De Johnny, een oeuvreprijs voor podiumpoëzie, die op 12 november, de geboortedag van Johnny van Doorn, wordt uitgereikt.[2][3][4]

### Poëzie
- Een nieuwe mongool (1966, De Bezige Bij, als Johnny the Selfkicker)
- Een heilige huichelaar (1968, De Bezige Bij, als Johnny the Selfkicker)
- Verzamelde gedichten (1994, De Bezige Bij)

### Proza
- Mijn kleine hersentjes, 1972, De Bezige Bij
- De geest moet waaien, 1977, De Bezige Bij
- Gevecht tegen het zuur, 1984, De Bezige Bij
- Langzame wals, 1986, De Bezige Bij
- Door de weken heen : dagboeken, 1988, De Bezige Bij
- De lieve vrede : legendarische momenten 1944-1990, 1990, De Bezige Bij
- Oorlog en Pap, dubbel-cd, 2001, M Bondi